# Pikovnik
Pikovnik je naselje u slovenskoj Općini Cerknici. Pikovnik se nalazi u pokrajini Notranjskoj i statističkoj regiji Notranjsko-kraškoj. 

## Stanovništvo
Prema popisu stanovništva iz 2002. godine naselje je imalo 13 stanovnika.